# ハプログループR1a (Y染色体)
ハプログループR1a (Y染色体)（ハプログループR1a (Yせんしょくたい)英: Haplogroup R1a (Y-DNA)）とは分子人類学で用いられる人類の父系を示すY染色体のハプログループ（型集団）の分類で、ハプログループRの子系統R1のうち、「L62, L63, L120, M420, M449, M511, M513」の変異で定義づけられるものである。
18,500年前以降に誕生した。

## 分布

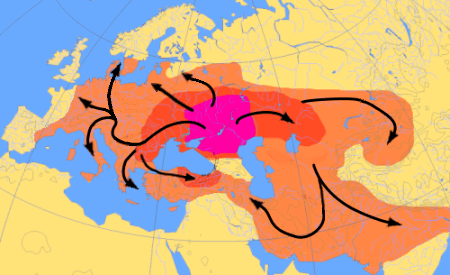
インド・ヨーロッパ語族の拡散モデル

ハプログループR1aはインド北部から中央アジアや東ヨーロッパに高頻度に分布している。
ロシア人（ベルゴロド州）に59.4%、ポーランド人に55.9%、パシュトゥーン人に51%、インド北部に48.9%、アルタイ人に46.9%、タジク人に44.7%など。
故にインド・イラン語派やバルト・スラブ語派に属する集団は、このハプログループR1a系統（特にR1a1a）とほぼ同等であろうと考えられる。
ハプログループR1aは印欧語族サテム語の担い手とする見方がある（これは同時にハプログループR1b (Y染色体)はケントゥム語の担い手とする見方でもある）。
印欧祖語が話されたヤムナ文化の人骨からはハプログループR1b (Y染色体)が91.5%の高頻度で検出されているが、R1aは検出されていない。
故に印欧語の元来の担い手はR1bであり、ある時点でR1aが印欧語に言語交替を起こしたものと考えられ、その際にR1a集団の基層言語の特徴がサテム語の特徴として受け継がれたものと思われる。
縄目文土器文化やアンドロノヴォ文化の主要な担い手はこのハプログループR1aである。

## 下位系統

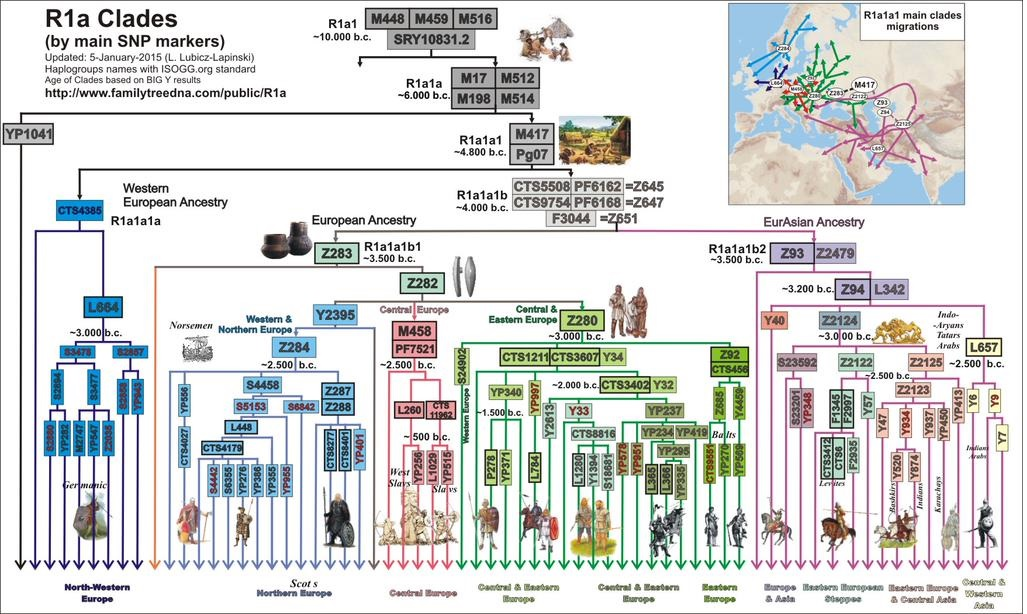
R1aの系統樹と分布

系統はY-DNA Haplogroup R and its Subclades - 2015による。関連言語、文化を付記する。
- R1a   L146/M420/PF6229, L62/M513/PF6200, L63/M511/PF6203, L145/M449/PF6175
  - R1a*   -
  - R1a1   M459/PF6235, L120/M516/PF6236, L122/M448/PF6237, Page65.2/PF6234/SRY1532.2/SRY10831.2
    - R1a1*   -
    - R1a1a   M512/PF6239, L168, L449/PF6223, M17, M198/PF6238, M514/PF6240, M515
      - R1a1a*   -
      - R1a1a1   M417, Page7
        - R1a1a1*   -　
        - R1a1a1a   CTS7083/L664/S298　
        - R1a1a1b   S224/Z645, S441/Z647　縄目文土器文化
          - R1a1a1b*   -
          - R1a1a1b1   PF6217/S339/Z283
            - R1a1a1b1*   -
            - R1a1a1b1a   S198/Z282　バルト・スラブ語派
              - R1a1a1b1a*   -
              - R1a1a1b1a1   M458/PF6241
              - R1a1a1b1a2   S466/Z280, S204/Z91
              - R1a1a1b1a3   S221/Z284, S443/Z289　ゲルマン語派の基層

          - R1a1a1b2   F992/S202/Z93　インド・イラン語派　シンタシュタ文化
            - R1a1a1b2a   F3105/S340/Z94, L342.2/S278.2　アンドロノヴォ文化
              - R1a1a1b2a*   -
              - R1a1a1b2a1   L657/S347　インド語群